# Araeoncus dispar
Araeoncus dispar es una especie de araña araneomorfa del género Araeoncus, familia Linyphiidae. La especie fue descrita científicamente por Tullgren en 1955.
La longitud del cuerpo de la hembra es de 1,65 milímetros y sus patas son marrones y amarillas. La especie se distribuye por Europa: Suecia.